# 쓰루분카다이가쿠마에역
쓰루 문과대학앞역(일본어: 都留文科大学前駅, つるぶんかだいがくまええき 쯔루분카다이가쿠마에에키[*])은 일본 야마나시현 쓰루시에 위치한 철도역이다.

## 타는 곳
- 후지 산 특급이 정차한다.

| ■ 후지 급행 선 | 상행 | 쓰루 시·오쓰키·다카오·도쿄 방면        |
| ■ 후지 급행 선 | 하행 | 도카이치바·후지요시다·가와구치 호 방면 |

## 역세권 정보
- 쓰루 문과대학
- 국도 제139호선
- 주오 자동차도 야무라 휴게소

## 역사
- 2004년 11월 16일: 영업 개시.

## 인접한 역들
| 후지 급행 ■ 오쓰키 선  | 후지 급행 ■ 오쓰키 선 | 후지 급행 ■ 오쓰키 선       |
| ---------------------- | --------------------- | --------------------------- |
| 오쓰키 오쓰키 방면     | 후지 산 특급          | 후지요시다 가와구치 호 방면 |
| 야무라마치 오쓰키 방면 | 보통                  | 도카이치바 가와구치 호 방면 |